# Dirk Schmitz von Hülst
Dirk Schmitz von Hülst (* 14. Juli 1943 in Magdeburg) ist ein deutscher Soziologe.

## Leben
Schmitz von Hülst legte sein Abitur 1963 an der König-Heinrich-Schule im nordhessischen Fritzlar ab und studierte dann Soziologie, Psychologie (Psychoanalyse), Statistik, Politikwissenschaft und Ökonomie an der Universität Frankfurt am Main. Anschließend war er Assistent bei Helge Pross in Gießen. Seine Dissertation und Promotion in Gießen „Zum Verhältnis von soziologischer Empirie und Theorie“ wurde mit dem Universitätspreis ausgezeichnet. Nach einer Tätigkeit als Hochschulassistent an der Freien Universität Berlin und der kommissarische Wahrnehmung verschiedener Professuren für Soziologie in Gießen war er ab 1979 an der Philipps-Universität Marburg tätig. Er habilitierte sich dort 1998 im Fach Soziologie und lehrte ab 1999 als Professor der Soziologie. Seit dem 1. Oktober 2008 ist er im Ruhestand.
Schwerpunkte seiner Forschung sind u. a. Symboltheorie und Symbolforschung, Kultursoziologie, Bildung und Ausbildung, Statistik, EDV, qualitative und quantitative Methoden empirischer Sozialforschung, Erkenntnis- und Wissenschaftstheorie der Sozialwissenschaften und neuere Richtungen in der Soziologischen Theorie.

## Schriften (Auswahl)
- Tauschprinzip und antagonistische Gesellschaft. Zum Verhältnis von Konflikt und Integration in der ‘Kritik der politischen Ökonomie’ von Karl Marx. Frankfurt/M. 1973
- Erfahrung – Gültigkeit – Erkenntnis. Zum Verhältnis von soziologischer Empirie und Theorie. Frankfurt/M. 1975
- Beurteilung von Auszubildenden in der betrieblichen Ausbildung. Handlungsnormen und ihre informelle Gestaltung. Forschungsbericht für das Bundesinstitut für Berufsbildung Berlin. Gießen 1990
- Symbol und soziologische Symboltheorie. Untersuchungen zum Symbolbegriff in Geschichte, Sprachphilosophie, Psychoanalyse und Soziologie. Opladen 1999